# Décès en décembre 2002
Décès
- 1998
- 1999
- 2000
- 2001
- 2002
- 2003
- 2004
- 2005
- 2006

Pour une information complémentaire, voir la page d'aide.

| Date        | Nom                | Activités                                                   | Âge | Source |
| ----------- | ------------------ | ----------------------------------------------------------- | --- | ------ |
| 1 décembre  | José Chávez Morado | peintre et graveur mexicain.                                | 93  |        |
| 2 décembre  | Ivan Illich        | prêtre catholique, spécialiste des questions de l'éducation | 76  |        |
| 2 décembre  | Mal Waldron        | pianiste de jazz américain                                  | 77  |        |
| 3 décembre  | Glenn Quinn        | Acteur irlando-américain.                                   | 32  |        |
| 5 décembre  | Bob Berg           | saxophoniste de jazz américain                              | 51  |        |
| 11 décembre | Louis Van Linden   | footballeur belge                                           | 74  | (nl)   |
| 12 décembre | Brad Dexter        | acteur américain d'origine serbe                            | 85  |        |
| 14 décembre | Salman Radouïev    | chef de guerre tchétchène                                   | 35  |        |
| 21 décembre | Patrick Bourrat    | reporter de TF1                                             | 50  |        |
| 22 décembre | Joe Strummer       | leader du groupe The Clash                                  | 50  |        |
| 22 décembre | Gabrielle Wittkop  | écrivaine française                                         | 82  |        |
| 24 décembre | José Molinuevo     | joueur et entraîneur de football espagnol                   | 85  | (de)   |
| 26 décembre | Herb Ritts         | Photographe de mode américain                               | 50  |        |
| 27 décembre | George Roy Hill    | réalisateur américain                                       | 81  |        |
| 27 décembre | Louis Toncini      | peintre français                                            | 95  |        |
| 30 décembre | Mary Brian         | actrice américaine                                          | 96  |        |
| 30 décembre | Wang Fanxi         | militant politique chinois                                  | 95  |        |
| 31 décembre | Flaviano Vicentini | coureur cycliste italien                                    | 60  |        |